# I. Marván omajjád kalifa
Marván ibn al-Hakam (arab betűkkel مروان بن الحكم – Marwān ibn al-Ḥakam; Mekka, 623. március 28. – Damaszkusz, 685. május 7.) volt a szunnita iszlám nyolcadik kalifája (uralkodott 684-től haláláig), egyben a 750-ig uralkodó Omajjád-dinasztia ún. Marvánida ágának alapító tagja. Ő volt az utolsó kalifa, aki még ismerte Mohamed prófétát.
Apja, a befolyásos és gazdag mekkai kereskedőcsaládba, a Banu Umajjába tartozó Hakam ibn Váil Oszmán kalifa nagybátyja és a próféta környezetébe tartozó társak (szahába) egyike volt, bár eleinte ellenezte az iszlám felvételét (állítólag meg is ütötte Oszmánt, amikor megtudta, hogy az áttért). Egy hadíszokban nem szereplő történet szerint később Hakamot és fiát, Marvánt is Táifba száműzte a próféta, megtiltva, hogy valaha is visszatérjenek, de rokonuk, Oszmán kalifasága során (644–656) visszatérhettek. (A szunniták többségbe kétségbe vonja a történet hitelességét.) Tény viszont, hogy Marván a kalifa egyik legbefolyásosabb tanácsadója és Medina emírje (kormányzója) lett, szolgálataiért jelentős jutalmakat kapott rokonától.
Oszmán meggyilkolása és Ali trónra jutása idején formálódott ki Zubajr ibn al-Avvám és Talha ibn Ubajd Alláh, valamint a próféta legkedvesebb özvegye, Áisa vezetésével a medinai pietisták köre, amely az iraki Baszra és Kúfa városában keresett támogatókat, de Ali még 656-ban leszámolt velük az ún. teve-csata során. Marván az első fitna során a pietisták oldalán harcolt, de állítólag ő nyilazta le vezérüket, Ibn Ubajd Alláhot, mert meg volt róla győződve, hogy elárulta Oszmánt, amikor a feldühödött egyiptomi katonák ostromolták a házát.
Ali alatt elvesztette medinai emírségét, de az Omajjádokat kalifai trónhoz juttató Muávija ismét kinevezte a tehetséges politikust és távoli rokonát Medina – ezzel egész Arábia – élére. I. Jazíd uralkodása alatt Abdalláh ibn az-Zubajr felkelése elől elmenekült (683). Ezután zűrzavaros idők következtek: Jazíd váratlan halála után fia, II. Muávija nem egészen egy évig regnált, közben Ibn az-Zubajrt ellenkalifának kiáltották ki (ld. mekkai ellenkalifátus). A háridzsiták és a síiták is zavarogtak, azaz kitört a második polgárháború. 
Mindezt a két domináns politikai tömörülés, a kalbiták és a kajsziták versengése is súlyosbította – az előbbiek Marvánt, az utóbbiak Ibn az-Zubajrt látták volna szívesen a kalifátus trónján. A Mardzs Ráhit mellett vívott ütközet a kalbiták győzelmével és Marván megválasztásával zárult, ám az idős kalifa rövid ideig uralkodott. Egyetlen jelentős tette Egyiptom visszaszerzése volt az ellenkalifától, de a harcok halála után még sokáig elhúzódtak, befejezésük tehetséges fiára, Abd al-Malikra maradt.